# Rabea Grand
Rabea Grand (ur. 15 czerwca 1984 w Leuk) – szwajcarska narciarka alpejska, brązowa medalistka mistrzostw świata.

## Kariera
Po raz pierwszy na arenie międzynarodowej pojawiła się 11 grudnia 1999 roku w Veysonnaz, gdzie w zawodach FIS Race nie ukończyła giganta. W 2003 roku wystartowała w slalomie i gigancie na mistrzostwach świata juniorów w Briançonnais, jednak obu konkurencji nie ukończyła. Podczas rozgrywanych rok później mistrzostw świata juniorów w Mariborze była osiemnasta w slalomie.
W zawodach Pucharu Świata zadebiutowała 23 stycznia 2005 roku w Mariborze, gdzie nie zakwalifikowała się do drugiego przejazdu slalomu. Pierwsze pucharowe punkty wywalczyła 10 marca 2006 roku w Levi, zajmując 23. miejsce w slalomie. Nigdy nie stanęła na podium zawodów PŚ; najwyższą lokatę osiągnęła 20 lutego 2009 roku w Tarvisio, gdzie była czwarta w superkombinacji. Walkę o podium przegrała tam z Austriaczką Kathrin Zettel o 0,02 sekundy. Najlepsze wyniki osiągnęła w sezonie 2008/2009, kiedy to w klasyfikacji generalnej zajęła 58. miejsce.
Na mistrzostwach świata w Åre w 2007 roku wywalczyła brązowy medal w zawodach drużynowych. Na tej samej imprezie była też między innymi trzynasta w superkombinacji. Startowała także na rozgrywanych dwa lata później mistrzostwach świata w Val d’Isère, zajmując czternaste miejsce w superkombinacji i slalomie. Nigdy nie wystąpiła na igrzyskach olimpijskich.
Po licznych kontuzjach, postanowiła po sezonie 2010/2011 zakończyć karierę.

## Osiągnięcia

### Mistrzostwa świata
| Miejsce | Dzień     | Rok  | Miejscowość | Konkurencja     | Czas biegu  | Strata  | Zwyciężczyni    |
| ------- | --------- | ---- | ----------- | --------------- | ----------- | ------- | --------------- |
| 13.     | 9 lutego  | 2007 | Åre         | Superkombinacja | 1:57,69 min | +3,27 s | Anja Pärson     |
| DNF2    | 13 lutego | 2007 | Åre         | Gigant          | 2:31,72 min | -       | Nicole Hosp     |
| 25.     | 16 lutego | 2007 | Åre         | Slalom          | 1:43,91 min | +3,66 s | Šárka Záhrobská |
| 3.      | 18 lutego | 2007 | Åre         | Drużynowo       | 18 pkt      | +21 pkt | Austria         |
| 14.     | 6 lutego  | 2009 | Val d’Isère | Superkombinacja | 2:20,13 min | +4,00 s | Kathrin Zettel  |
| DNF1    | 12 lutego | 2009 | Val d’Isère | Gigant          | 2:03,49 min | -       | Kathrin Hölzl   |
| 14.     | 14 lutego | 2009 | Val d’Isère | Slalom          | 1:51,80 min | +2,64 s | Maria Riesch    |

### Mistrzostwa świata juniorów
| Miejsce | Dzień    | Rok  | Miejscowość  | Konkurencja | Czas biegu  | Strata  | Zwyciężczyni            |
| ------- | -------- | ---- | ------------ | ----------- | ----------- | ------- | ----------------------- |
| DNF1    | 7 marca  | 2003 | Briançonnais | Slalom      | 1:38,53 min | -       | Michaela Kirchgasser    |
| DNS1    | 8 marca  | 2003 | Briançonnais | Gigant      | 2:05,70 min | -       | Jessica Lindell-Vikarby |
| 18.     | 4 lutego | 2004 | Maribor      | Slalom      | 1:40,73 min | +3,36 s | Kathrin Zettel          |

### Puchar Świata

#### Miejsca w klasyfikacji generalnej
- sezon 2005/2006: 124.
- sezon 2006/2007: 97.
- sezon 2007/2008: 62.
- sezon 2008/2009: 58.
- sezon 2009/2010: 73.
- sezon 2010/2011: 113.

#### Miejsca na podium w zawodach
Grand nigdy nie stanęła na podium zawodów PŚ.